# Мітел
Мітел, Mittel також міттель (нім. mittelgross — середнього розміру) — друкарський шрифт, кегель якого рівний 14 пунктам (5,263 мм).